# Mia Boyka
Мари́я Никола́евна Бо́йко (род. 15 февраля 1997, Захонье-2, Ленинградская область), более известна как Mia Boyka (рус. Миа Бойка), — российская певица, телеведущая, киноактриса. В мае 2022 года российский Forbes в своём рейтинге «30 до 30» объявил Марию Бойко одним из победителей в номинации «Музыка».

## Биография
Родилась 15 февраля 1997 года в деревне Захонье-2, в Ленинградской области. Окончив школу, поступила в Российский экономический университет имени Г. В. Плеханова на Факультет бизнеса «Капитаны». В магистратуру пошла на этот же факультет (ФБ «Капитаны») на направление «Менеджмент в инновационном предпринимательстве». Сочиняет песни со школьных лет.
С 2019 года T-killah решил поработать с ней как продюсер. У них есть совместные песни — в частности, «Мама не в курсе» и «Лёд и ночь», вышедшие отдельными синглами в июне-июле 2019 года и включённые в дебютный мини-альбом Бойки «Дикая ламба».
23 августа на YouTube-канале T-killah был представлен клип к песне «Мама не в курсе».
В 2019 году вышла песня «Ананас Адидас», вышедшей отдельным синглом 1 октября.
Также исполнительница получила известность по песне «Эмэмдэнс» («Самурай»), которая была выпущена в мае 2020 года и стала особенно популярной в TikTok.
Летом 2020 года у певицы вышел дуэт с Егором Шипом «Пикачу», достигший 1-го места в публикуемом порталом TopHit чарте самых популярных музыкальных видео на YouTube и 2-го места в сводном чарте Top Radio & YouTube Hits от того же портала. Клип на эту песню при бюджете всего в 50 тысяч рублей собрал почти 100 миллионов просмотров на «Ютюбе». По состоянию на май 2024 года количество просмотров клипа превысило 374 млн.
28 января 2021 года Мия Бойка совместно с T-killah выпустили совместный трек «Лепесток». Клип снимали два дня, с интервалом в полгода, чтобы охватить декорации двух времен года.
3 февраля 2021 года на музыкальных площадках появилась совместная работа Mia Boyka с группой «Би-2» — ею стал ремикс культовой песни «Последний герой», которая была дополнена двумя новыми куплетами в исполнении певицы.
В сентябре 2022 года приняла участие в первом сезоне шоу «Фантастика» на Первом канале в персонаже Эхо. В четвёртом выпуске, вышедшем в эфир 14 октября 2022 года, персонаж Эхо набрал наименьшее количество баллов и покинул шоу после того, как жюри верно отгадали.
В октябре 2022 года стала участницей первого сезона спортивно-развлекательного реалити-шоу «Вызов» на телеканале ТНТ.
В феврале 2024 приняла участие в пятом сезоне шоу «Маска» на НТВ в образе Арлекина. В шестом выпуске, вышедшем в эфир 17 марта 2024 года, маска Арлекина была разоблачена.
С 14 апреля по 16 июня 2024 года принимала участие в восьмом сезоне шоу «Три аккорда» на Первом канале, в финале заняла 4 место.
11 июня 2024 года выступила на концерте, посвящённом Дню России, на Красной площади с песней «Богатырская».
В 2025 году написала саундтрек к мультфильму «Капитаны Будущего: Киноканикулы!».
С 18 мая 2025 года ведущая музыкального шоу «Перепой звезду!» на «Первом канале», вместе с Алексеем Воробьёвом.
7 июня 2025 года Mia Boyka стала ведущей Премии «Муз-ТВ», которая состоялась на «Live Арена»

## Взгляды
Певица имеет провластные взгляды, активно поддерживает политику действующих властей России, так она выступила в поддержку Владимира Путина на Выборах президента 2024. 18 марта 2024 года выступила на митинг-концерте, посвящённом десятилетию аннексии Крыма и победе Владимира Путина на президентских выборах.

## Скандалы
В сентябре 2024 года, на концерте в Надыме, Mia Boyka публично унизила и оскорбила 8-летнюю девочку-зрительницу в маске кошки из-за её увлечения квадробикой. Позднее певица опубликовала в собственную защиту комментарий: «Сегодня кошечка, завтра собачка, а послезавтра она решит, что теперь она мальчик. А что потом? В семьях будет „Mommy one“ и „Mommy two“»?. Позже действия певицы осудили Егор Крид, Ксения Собчак и Екатерина Мизулина.

## Благотворительность
В мае 2022 года в рамках своего концертного тура по России Mia Boyka проводила благотворительные мероприятия, в рамках которых были собраны средства на поддержку межрегиональной общественной организации по содействию семьям с детьми в трудной жизненной ситуации.
С июня 2023 по март 2024 года Mia Boyka активно поддерживала благотворительный фонд «Мила 4 Африка», занимающийся проблемами сирот, бездомных детей и людей с альбинизмом в Африке.

## Награды и рейтинги
- Топ-10 музыкальных видео среди российских пользователей YouTube в 2020 году[26]
- Top Hit Music Awards 2021 в номинации «Открытие года на YouTube в России»[27]
- Премия Муз-ТВ 2021: Номинация — «Прорыв года»[28]
- Одна из победителей рейтинга российского журнала Forbes «30 до 30» в номинации «Музыка» (2022)
- Жара Music Awards 2023 в номинации «Интернет-хит»[29]
- Шансон года 2024 Михаил Шуфутинский, Mia Boyka «Помада на щеке»
- Премия «Виктория» 2024 в специальной номинации «Прорыв года»
- Премия RU.TV 2024 в номинации «Лучший кавер/ремейк» и спецприз «Трансформация года»
- Премия «Виктория» 2025 в категории «Городской романс года» (Михаил Шуфутинский, MIA BOYKA «Помада на щеке»)[30]

## Дискография

### Альбомы
| Название            | Детали |              |
| ------------------- | --- | ------------ |
| «Прощальный альбом» | - Релиз: 27 августа 2021 - Лейбл: Klever Label - Формат: цифровая дистрибуция |              |
| «Народный альбом»   | - Релиз: 30 августа 2024 - Лейбл: S&P Digital - Формат: цифровая дистрибуция \| № \| Название \| Длительность \| \| --- \| --------------------- \| ------------ \| \| 1. \| «Туманная магистраль» \| 2:12 \| \| 2. \| «А он такой» \| 2:08 \| \| 3. \| «Берёзы» \| 4:12 \| \| 4. \| «Отпускаю» \| 3:35 \| \| 5. \| «Есть у берега река» \| 2:31 \| \| 6. \| «Вернись» \| 2:48 \| \| 7. \| «La La La» \| 3:08 \| \| 8. \| «Горько/Сладко» \| 2:28 \| \| 9. \| «Ромашки» \| 3:06 \| \| 10. \| «Красива и молода» \| 3:33 \| \| 11. \| «Богатырская» \| 3:34 \| |              |
| №                   | Название | Длительность |
| 1.                  | «Туманная магистраль» | 2:12         |
| 2.                  | «А он такой» | 2:08         |
| 3.                  | «Берёзы» | 4:12         |
| 4.                  | «Отпускаю» | 3:35         |
| 5.                  | «Есть у берега река» | 2:31         |
| 6.                  | «Вернись» | 2:48         |
| 7.                  | «La La La» | 3:08         |
| 8.                  | «Горько/Сладко» | 2:28         |
| 9.                  | «Ромашки» | 3:06         |
| 10.                 | «Красива и молода» | 3:33         |
| 11.                 | «Богатырская» | 3:34         |

### Мини-альбомы
| Название      | Детали                                                                     |
| ------------- | -------------------------------------------------------------------------- |
| «Дикая ламба» | - Релиз: 26 июля 2019 - Лейбл: Klever Label - Формат: цифровая дистрибуция |

### Синглы

#### В качестве ведущего исполнителя
| Год  | Название                                          | Чарты                           | Чарты                   | Альбом                              |
| Год  | Название                                          | СНГ                             | СНГ                     | Альбом                              |
| Год  | Название                                          | TopHit Top Radio & YouTube Hits | TopHit Top YouTube Hits | Альбом                              |
| ---- | ------------------------------------------------- | ------------------------------- | ----------------------- | ----------------------------------- |
| 2019 | «Мы улетаем»                                      | —                               | —                       | без альбома                         |
| 2019 | «Бабло»                                           | —                               | —                       | без альбома                         |
| 2019 | «За неоном»                                       | —                               | —                       | без альбома                         |
| 2019 | «Мы улетаем» (DJ Noiz Remix)                      | —                               | —                       | без альбома                         |
| 2019 | «Дикая ламба»                                     | —                               | —                       | «Дикая ламба»                       |
| 2019 | «Мама не в курсе» (Mia Boyka & T-killah)          |                                 |                         | «Дикая ламба» / «Прощальный альбом» |
| 2019 | «Лёд и ночь» (T-killah & Mia Boyka)               | —                               | —                       | «Дикая ламба»                       |
| 2019 | «Ананас Адидас»                                   |                                 | 43                      | «Прощальный альбом»                 |
| 2019 | «Розовые звёзды»                                  | —                               | —                       | без альбома                         |
| 2019 | «Найки страйки» (Mia Boyka & T-killah)            | —                               | —                       | без альбома                         |
| 2020 | «Mamba»                                           |                                 |                         | без альбома                         |
| 2020 | «Моя жизнь утекает..»                             | —                               | —                       | без альбома                         |
| 2020 | «Эмэмдэнс»                                        | 98                              | 19                      | «Прощальный альбом»                 |
| 2020 | «Самурай» (Skazka Music Remix)                    | —                               | —                       | «Прощальный альбом»                 |
| 2020 | «Пикачу» (Mia Boyka & Егор Шип)                   | 2                               | 1                       | без альбома                         |
| 2020 | «Прятки»                                          | 78                              | 11                      | «Прощальный альбом»                 |
| 2020 | «Fendi Mood»                                      |                                 |                         | без альбома                         |
| 2020 | «Пикник» (Calvin, DAVA & Mia Boyka)               |                                 |                         | без альбома                         |
| 2020 | «Серый волк»                                      | —                               | —                       | без альбома                         |
| 2020 | «Ауф» (кавер на песню Sqwoz Bab)                  | —                               | —                       | «Прощальный альбом»                 |
| 2020 | «Снежинка» (Mia Boyka & Аня Pokrov)               | 93                              | 17                      | «Прощальный альбом»                 |
| 2021 | «Лепесток» (Mia Boyka & T-killah)                 |                                 |                         | «Прощальный альбом»                 |
| 2021 | «Последний герой» (Би-2 & Mia Boyka)              |                                 |                         | без альбома                         |
| 2021 | «Наруто» (Mia Boyka & Егор Шип)                   |                                 |                         | «Прощальный альбом»                 |
| 2021 | «Бегу по тропинке»                                |                                 |                         | «Прощальный альбом»                 |
| 2021 | «Мизинчик»                                        |                                 |                         | «Прощальный альбом»                 |
| 2021 | «Алень»                                           |                                 |                         | «Прощальный альбом»                 |
| 2021 | «Морской бой»                                     |                                 |                         | без альбома                         |
| 2021 | «Ma Ma Ma» (Sevenn & Mia Boyka)                   |                                 |                         | без альбома                         |
| 2021 | «Капкан (Волшебная Ариэль)» (Konfuz & Mia Boyka)  |                                 |                         | без альбома                         |
| 2021 | «Бабочки»                                         |                                 |                         | без альбома                         |
| 2022 | «Вдох»                                            |                                 |                         | без альбома                         |
| 2022 | «Гагарин»                                         |                                 |                         | без альбома                         |
| 2022 | «Саламандра» (Mia Boyka & T-killah)               |                                 |                         | без альбома                         |
| 2022 | «Высоко»                                          |                                 |                         | без альбома                         |
| 2022 | «Драма»                                           |                                 |                         | без альбома                         |
| 2023 | «Плакать в Порше»                                 |                                 |                         | без альбома                         |
| 2023 | «Не написал» (Данзо&Шанти feat. Mia Boyka)        |                                 |                         | без альбома                         |
| 2023 | «Фиолетово» (Настя Кравченко & Mia Boyka)         |                                 |                         | без альбома                         |
| 2023 | «Little boy» (Alexey Tavleev & Mia Boyka)         |                                 |                         | без альбома                         |
| 2023 | «Летом на 42» (Mia Boyka & Elsea)                 |                                 |                         | без альбома                         |
| 2023 | «Много ли нас» (Lepnina & Mia Boyka)              |                                 |                         | без альбома                         |
| 2023 | «Я не такая»                                      |                                 |                         | без альбома                         |
| 2023 | «Всё понятно»                                     |                                 |                         | без альбома                         |
| 2023 | «Сироп»                                           |                                 |                         | без альбома                         |
| 2023 | «Просто»                                          |                                 |                         | без альбома                         |
| 2023 | «Врангель не врал»                                |                                 |                         | без альбома                         |
| 2024 | «Русской походкой»                                |                                 |                         | без альбома                         |
| 2024 | «Навигатор»                                       |                                 |                         | без альбома                         |
| 2024 | «Помада на щеке» (Михаил Шуфутинский & Mia Boyka) |                                 |                         | без альбома                         |
| 2024 | «К лучшему» (Mia Boyka & Лёша Свик)               |                                 |                         | без альбома                         |
| 2024 | «Папа» (Mia Boyka & Havva)                        |                                 |                         | без альбома                         |
| 2024 | «Богатырская»                                     |                                 |                         | «Народный альбом»                   |
| 2024 | «Красива и молода»                                |                                 |                         | «Народный альбом»                   |
| 2024 | «Казаться глупой»                                 |                                 |                         | без альбома                         |
| 2024 | «Чёрная LADA»                                     |                                 |                         | без альбома                         |
| 2024 | «Блики»                                           |                                 |                         | без альбома                         |
| 2025 | «Мося»                                            |                                 |                         | без альбома                         |
| 2025 | «Снова дождь»                                     |                                 |                         | без альбома                         |
| 2025 | «Чай в твоём стакане»                             |                                 |                         | без альбома                         |

#### В качестве приглашённого исполнителя
| Год  | Название                         | Другой исполнитель | Альбом               |
| ---- | -------------------------------- | ------------------ | -------------------- |
| 2024 | «Набираю разгон»                 | Роман Бестселлер   | «Научная фантастика» |
| 2024 | «Я не перестану верить в любовь» | Юрий Киселёв       | «Иду за мечтой»      |
| 2024 | «Понарошку»                      |                    | «Крутой альбом»      |

## Видеоклипы
| Год  | Клип               | Дата выхода |
| ---- | ------------------ | ----------- |
| 2024 | «Навигатор»        | 2 февраля   |
| 2024 | «Помада на щеке»   | 13 апреля   |
| 2024 | «Папа»             | 17 мая      |
| 2024 | «Богатырская»      | 31 мая      |
| 2024 | «Красива и молода» | 19 июля     |
| 2024 | «Чёрная LADA»      | 1 ноября    |

| 2023 «Невеста» (клип Gayazov$ Brother$)                  |
| 2024 «По улицам» (клип Коста Лакоста и Ольги Серябкиной) |
| 2025 «Туда-сюда» (клип Gorilla Zippo)                    |

## Фильмография
| Год  |    | Название                   | Роль                                                                  |
| ---- | -- | -------------------------- | --------------------------------------------------------------------- |
| 2022 | мф | Я краснею                  | Мириам                                                                |
| 2022 | мф | Мия и я: Легенда Сентопии  | Мия                                                                   |
| 2023 | ф  | Иван Васильевич меняет всё | Анни-Фрид Лингстад, солистка группы «ABBA» песня Gimme! Gimme! Gimme! |
| 2025 | ф  | Один хороший день          | подруга Кати                                                          |